# Bezovje nad Zrečami
Bezovje nad Zrečami – wieś w Słowenii, w gminie Zreče. 1 stycznia 2018 miejscowość liczyła 95 mieszkańców.